# Castilblanco
Pour la commune d'Andalousie, voir Castilblanco de los Arroyos.
Castilblanco est une commune d’Espagne, dans la province de Badajoz, communauté autonome d'Estrémadure.